# Mi basta il paradiso
Mi basta il paradiso è l'ottavo album di Paola Turci, pubblicato nel 2000 dall'etichetta discografica WEA.
Prodotto da Roberto Casini (ex Steve Rogers Band), l'album contiene sei cover e cinque brani inediti.
Oltre a Questione di sguardi, brano di successo dell'estate 2000 nonché cover della canzone This Kiss di Faith Hill, nel disco sono presenti cover di Rod Stewart (I Don't Want to Talk About It, diventata per l'occasione Non voglio ricordare), Texas (Say What You Want, trasformata in Fai che ci sei), David Baerwald (The Best Inside You ovvero Non Ci Sei Tu), i Pogues (Tuesday Morning che diventa Mi Basta E Avanza Il Paradiso) fino ad arrivare alla sempreverde ballata di Richard Marx (Right Here Waiting), che in italiano diventa Io scrivo canto e vivo per te.
Tra gli inediti Sabbia bagnata, pezzo scritto assieme all'amica e collega Carmen Consoli, pubblicato come secondo singolo, e Non dirmi tutto, scritta a quattro mani con Enrico Nascimbeni.
Il disco è stato ristampato nel 2001, dopo la partecipazione dell'artista al Festival di Sanremo, con l'aggiunta del brano presentato al festival Saluto l'inverno. La canzone vede la partecipazione di Carmen Consoli come coautrice, chitarrista e corista e di Max Gazzè agli arrangiamenti degli archi e al basso. Il brano si è classificato quinto nell'ambito della manifestazione canora.
Con questo album l'artista ha chiuso il contratto iniziato nel 1997 con la casa discografica WEA, con la quale ha pubblicato due dischi.

## Tracce
CD (WEA 8573 87011 2 (Warner) / EAN 0685738701124)
1. Saluto l'inverno – 4:06 (testo: Paola Turci – musica: Carmen Consoli, Paola Turci)
2. Questione di sguardi (This kiss) – 3:43 (testo: Andrea Righi – musica: Beth Nielsen Chapman, Annie Roboff, Robin Lerner)
3. Fai che ci sei (Say what you want) – 4:06 (testo: Andrea Righi – musica: Johnny McElhone, Sharleen Spiteri)
4. Non voglio ricordare (I don't want to talk about it) – 3:58 (testo: Enrico Nascimbeni – musica: Danny Whitten)
5. Sabbia bagnata – 4:05 (testo: Paola Turci – musica: Carmen Consoli, Paola Turci)
6. Non ci sei tu (The best inside you) – 3:51 (testo: Roberto Casini, Larry Klein – musica: David Baerwald, Larry Klein)
7. Non è così che si fa – 3:55 (testo: Roberto Casini – musica: Raniero Gaspari, Roberto Casini)
8. Troppo tardi – 4:14 (testo: Andrea Righi, Roberto Casini – musica: Andrea Righi, Roberto Casini)
9. Mi basta e avanza il paradiso (Tuesday morning) – 3:11 (testo: Enrico Nascimbeni – musica: Peter 'Spider' Stacy (Peter Richard Stacy))
10. Io scrivo canto e vivo per te (Right here waiting) – 3:58 (testo: Enrico Nascimbeni – musica: Richard Marx)
11. I Don't Cry – 4:11 (testo: Roberto Casini – musica: Raniero Gaspari)
12. Non dirmi tutto – 4:23 (testo: Enrico Nascimbeni – musica: Paola Turci)

Durata totale: 47:41

## Formazione
- Paola Turci – voce, cori
- Claudio Golinelli – basso
- Lele Melotti – batteria
- Carmen Consoli – chitarra acustica, cori, chitarra elettrica
- Renato Droghetti – tastiera, programmazione
- Massimo Roccaforte – chitarra elettrica, sintetizzatore
- Mark Harris – tastiera addizionale
- Marco Guarnerio – chitarra
- Max Gazzè – basso
- Puccio Panettieri – percussioni
- Paola Repele, Roberta Faccani – cori

## Classifiche
| Paese  | Posizione massima |
| ------ | ----------------- |
| Italia | 50                |